# Base64
Base64 je kódování, které převádí binární data na posloupnosti tisknutelných znaků. Umožňuje přenos binárních dat kanály, které dovolují pouze přenos textů. Používá se například v rozšíření MIME pro přenos e-mailů původně 7bitovým poštovním systémem v Internetu. Je definováno v RFC 4648.
Base64 kóduje vždy tři oktety binárních dat pomocí čtyř ASCII znaků. Ke kódování používá 64prvkovou sadu znaků tvořenou velkými i malými písmeny anglické abecedy, číslicemi a znaky plus ('+') a lomítko ('/'). Pokud počet oktetů původních dat není dělitelný třemi, doplňuje na konec zakódovaného textu jedno nebo dvě rovnítka ('=').

## Příklad
Například následující text:
Nazdar, světe! Příliš žluťoučký kůň úpěl ďábelské ódy.
je (při reprezentaci v UTF-8) v MIME Base64 zakódován takto:
```
TmF6ZGFyLCBzdsSbdGUhIFDFmcOtbGnFoSDFvmx1xaVvdcSNa8O9IGvFr8WIIMO6cMSbbCDEj8Oh
YmVsc2vDqSDDs2R5Lg==
```

Base64 se však používá v převážné míře k zakódování binárních dat, například multimédií.

## Algoritmusbase64
Z výše uvedeného příkladu je řetězec Naz zakódován do řetězce TmF6.
N, a, z jsou zapsány v ASCII jako čísla 78, 97, 122 dekadicky, tedy ve dvojkové soustavě 01001110, 01100001, 01111010. Tyto 3 bajty jsou spojeny do 24 bitů 010011100110000101111010. Následně jsou rozděleny do skupin po 6 bitech (6 bitů reprezentuje 64 možných stavů) a převedeny do 4 čísel (24 = 6×4). Tato čísla jsou použita jako index do tabulky znaků:
```
ABCDEFGHIJKLMNOPQRSTUVWXYZabcdefghijklmnopqrstuvwxyz0123456789+/
```

kde znaku "A" odpovídá index 0 a znaku "/" index 63.
| znaky textu     | N  | N  | N  | N  | N  | N  | N  | N  | a  | a  | a  | a  | a  | a  | a  | a  | z   | z   | z   | z   | z   | z   | z   | z   |
| ASCII hodnota   | 78 | 78 | 78 | 78 | 78 | 78 | 78 | 78 | 97 | 97 | 97 | 97 | 97 | 97 | 97 | 97 | 122 | 122 | 122 | 122 | 122 | 122 | 122 | 122 |
| bity            | 0  | 1  | 0  | 0  | 1  | 1  | 1  | 0  | 0  | 1  | 1  | 0  | 0  | 0  | 0  | 1  | 0   | 1   | 1   | 1   | 1   | 0   | 1   | 0   |
| index           | 19 | 19 | 19 | 19 | 19 | 19 | 38 | 38 | 38 | 38 | 38 | 38 | 5  | 5  | 5  | 5  | 5   | 5   | 58  | 58  | 58  | 58  | 58  | 58  |
| base64 kódování | T  | T  | T  | T  | T  | T  | m  | m  | m  | m  | m  | m  | F  | F  | F  | F  | F   | F   | 6   | 6   | 6   | 6   | 6   | 6   |

Jak je uvedeno v daném příkladu s textovými daty, kódování base64 převede každé 3 původní bajty (v našem případě 3 znaky ASCII) na 4 kódované znaky ASCII. Pokud počet nevychází přesně na trojice, zakóduje se poslední jeden nebo dva znaky a přidají se dvě, respektive jedno rovnítko.

## Vlastnosti base64
- Výsledný řetězec se skládá z tisknutelných znaků ASCII.
- Rozlišuje se velikost písmen.
- Nemá kontrolní mechanismus.
- Kódování probíhá binárně (neřeší se znakové kódování apod.).
- Base64 je binárně bezpečné.
- Délka výsledného řetězce se navýší o 33 %.

## Nástroje On-line
- Decode Base64 encoded text
- Base64 Decoder
- On-line Base64 encoder and decoder
- Base64 encode and decode - Online
- On-line decoding and encoding text and files
- On-line Base64 encode / decode Archivováno 9. 11. 2007 na Wayback Machine.
- Downloadable open source tool to encode or decode Base64 on Unix or Win32